# Ny Granada
Ny Granada (på spansk Nueva Granada eller Nuevo Reino de Granada) var navnet på det spanske koloniale territorium i det nordlige Sydamerika i perioden 1550 til 1717. Dette territorium dækker stort set kun områder, som i dag tilhører Colombia. Hovedstaden i Ny Granada var Santa Fé de Bogotá og territoriet blev styret af en Audiencia i Santa Fe de Bogotá. Efter 1717 blev territoriet en del af Vicekongedømmet Ny Granada.